# Milionia metazosta
Milionia metazosta là một loài bướm đêm trong họ Geometridae.